# Посёлки городского типа Узбекистана
Статус посёлка городского типа в Узбекистане по состоянию на 1 января 2011 года имеют 1065 населённых пунктов. Добавлены новые пгт, образованные в 2009 году.

## Каракалпакстан

### Амударьинский район
- Джумуртау (Jumurtov) — пгт с 1968 года
- Киличбай (Kilichboy) — пгт с 2009 года
- Кипчак (Kipshak) — пгт с 2009 года
- Китай (Xitoy) — пгт с 2009 года

### Берунийский район
- Булиш (Bulish) — пгт с 2009 года.

### Канлыкульский район
- Канлыкуль (Qanliko’l) — пгт с 1982 года. Бывший Ленинабад.

### Караузякский район
- Караузяк (Qorao’zak) — пгт с 1984 года

### Кегейлийский район
- Кегейли (Kegeyli) — пгт с 1978 года
- Казанкеткен (Kazanketken) — пгт с 1992 года

### Кунградский район
- Акшолак (Aqsholaq) — пгт с 1992 года
- Алтынкуль (Oltinko’l) — пгт с 1969 года
- Элабад (Yelabad) — пгт с 2005 года
- Жаслык (Jasliq) — пгт с 1975 года
- Каракалпакия (Karkalpakiya) — пгт с 1971 года
- Кубла-Устюрт (Qubla usturt) — пгт с 1964 года. Бывший Комсомольск-на-Устюрте

### Нукусский район
- Акмангит (Oqmang’it) — пгт с 1980 года

### Тахтакупырский район
- Тахтакупыр (Taxtako’pir) — пгт с 1984 года

### Турткульский район
- Амирабад (Amirobod) — пгт с 2009 года
- Мискин (Miskin) — пгт с 2009 года
- Нурли-Йул (Nurli yo’l) — пгт с 2009 года
- Тозабог (Tozabog') — пгт с 2009 года
- Туркманкули (Turkmankuli) — пгт с 2009 года

### Ходжейлийский район
- Водник (Vodnik) — пгт с 1958 года
- Найманкуль (Naymankul) — пгт с 2009 года

### Чимбайский район
- Айтеке (Ayteke) — пгт с 2009 года

### городНукус
- Каратау (Karatau) — пгт с 1964 года

## Андижанская область

### Алтынкульский район
- Бустон (Bo’ston) — пгт с 2009 года
- Далварзин (Dalvarzin) — пгт с 2009 года
- Жалабек (Jalabek) — пгт с 2009 года
- Ижтимоият (Ijtimoiyat) — пгт с 2009 года
- Кумакай (Kumakay) — пгт с 2009 года
- Куштепа (Qo’shtepa) — пгт с года
- Маданий мехнат (Madaniy Mehnat) — пгт с 2009 года
- Марказ (Markaz) — пгт с 2009 года
- Маслахат (Maslahat) — пгт с 2009 года
- Намуна (Namuna) — пгт с 2009 года
- Хондибоги (Xondibog’i) — пгт с года

### Андижанский район
- Агуллик (Og’ullik / Оғуллик) — пгт с 2009 года 21 364 жит. (2017)
- Айрилиш (Ayrilish / Айрилиш) — пгт с 2009 года 4 583 жит. (2017)
- Акъяр (Oq-Yor / Оқ-ёр) — пгт с 2009 года 7 341 жит. (2017)
- Бутакора (Butaqora / Бутақора) — пгт с 2009 года 13 731 жит. (2017)
- Гулистан (Guliston / Гулистон) — пгт с 2009 года 8 917 жит. (2017)
- Гумбаз (Gumbaz / Гумбаз) — пгт с 2009 года 14 727 жит. (2017)
- Заврок (Zavroq / Заврок) — пгт с 2009 года 12 796 жит. (2017)
- Каракалпак (Qoraqalpoq / Қоракалпоқ) — пгт с 2009 года 6 007 жит. (2017)
- Куйганяр (Kuyganyor / Куйганёр) — пгт с 1978 года 12 197 жит. (2017)
- Кунжи (Kunji / Кунжи) — пгт с 2009 года 11 767 жит. (2017)
- Кушарык (Qoʻshariq / Кўшариқ) — пгт с 2009 года 7 067 жит. (2017)
- Намуна (Namuna / Намуна) — пгт с 2009 года, исключён из учётных данных в период 2015—2016 гг.
- Роввот (Rovvot / Роввот) — пгт с 2009 года, исключён из учётных данных в период 2015—2016 гг.
- Хартум (Xartum / Хартум) — пгт с 2009 года 14 935 жит. (2017)
- Чилон (Chilon / Чилон) — пгт с 2009 года 6 969 жит. (2017)
- Чумбагиш (Chumbog’ich / Чумбоғич) — пгт с 2009 года 6 662 жит. (2017)
- Экин-Тикин (Ekin tikin / Экин тикин) — пгт с 2009 года 9685 жит. (2017)
- Янгиабад (Yangiobod / Янгиобод) — пгт с 2009 года 7 142 жит. (2017)

### Асакинский район
- Акбуйра (Oqbo’yra) — пгт с 2009 года
- Кужган (Kujgan) — пгт с 2009 года
- Навкан (Navkan) — пгт с 2009 года
- Т. Алиев (T.Aliyev) — пгт с 2009 года

### Балыкчинский район
- Балыкчи (Baliqchi) — пгт с 2009 года
- Ходжаабад (Xo’jaobod) — пгт с 2009 года
- Чинабад-Марказ (Chinobod Markaz) — пгт с 2009 года

### Бозский район
- Боз (Bo’z) — пгт с 1980 года
- имени М. Джалалова (M.Jalolov nomli) — пгт с 2009 года
- Холдевонбек (Xoldevonbek) — пгт с 2009 года

### Булакбашинский район
- Андижан (Andijon) — пгт с 1942 года
- Булакбаши (Buloqboshi) — пгт с 2009 года
- Учтепа (Uchtepa) — пгт с 2009 года
- Ширманбулак (Shirmonbuloq) — пгт с 2009 года

### Джалакудукский район
- Аим (Oyim) — пгт с 2009 года
- Бештал (Beshtol) — пгт с 2009 года
- Джалалкудук (Jalolquduq) — пгт с 2009 года
- Кукалам (Ko’kalam) — пгт с 2009 года
- Куштепа (Qo’shtepa) — пгт с 2009 года
- Южный Аламышик (Janubiy Olamushuk) — пгт с 1947 года
- Яркишлак (Yorqishloq) — пгт с 2009 года

### Избасканский район
- Гуркиров (Gurkirov) — пгт с 2009 года
- Майгир (Maygir) — пгт с 2009 года
- Турткуль (To’rtko’l) — пгт с 2009 года
- Узункуча (Uzun Ko’cha) — пгт с 2009 года

### Кургантепинский район
- Султанабад (Sultonobod) — пгт с 2009 года
- Дардак (Dardoq) — пгт с 2012 года

### Мархаматский район
- Бабахарасан (Boboxuroson) — пгт с 2009 года
- Карабагиш (Qorabog’ish) — пгт с 2009 года
- Каракурган (Qoraqo’rg’on) — пгт с 2009 года
- Кутарма (Ko’tarma) — пгт с 2009 года
- Мархамат (Marxamat) — пгт с 2009 года
- Палванташ (Polvontosh) — пгт с 1947 года
- Рават (Rovot) — пгт с 2009 года
- Укчи (O’qchi) — пгт с 2009 года
- Хакка (Xakka) — пгт с 2009 года
- Ходжаарык (Xo’jaariq) — пгт с 2009 года

### Пахтаабадский район
- Дустлик (Do’stlik) — пгт с 2009 года
- Избаскан (Izboskan) — пгт с 2009 года
- Пушман (Pushmon) — пгт с 2009 года

### Улугнорский район
- Акалтын (Oq Oltin) — пгт с 2009 года

### Ходжаабадский район
- Гулистан (Guliston) — пгт с 2009 года
- Дилкушад (Dilkushod) — пгт с 2009 года
- Кутарма (Ko’tarma) — пгт с 2009 года
- Манак (Manak) — пгт с 2009 года
- Хидирша (Xidirsha) — пгт с 2009 года

### Шахриханский район
- Вахим (Vaxim) — пгт с 2009 года
- Сегаза-Кум (Segaza Kum) — пгт с 2009 года
- Чуджа (Cho’ja) — пгт с 2009 года

### городХанабад
- Фазилман (Fozilmon) — пгт с 2009 года

## Бухарская область

### Алатский район
- Бурибек Чандыр (Bo’ribek Chandir) — пгт с 2009 года
- Ганчи Чандыр (Ganchi Chandir) — пгт с 2009 года
- Кесакли (Kesakli) — пгт с 2009 года
- Киртай (Qirtay) — пгт с 2009 года
- Солакараул (Sola Qorovul) — пгт с 2009 года
- Талкансаят (Talqon Sayyot) — пгт с 2009 года
- Узбекистан (O’zbekiston) — пгт с 2009 года
- Човдур (Chovdur) — пгт с 2009 года

### Бухарский район
- Арабхана (Arabxona) — пгт с 2009 года
- Дехча (Dexcha) — пгт с 2009 года
- Подшойи (Podshoyi) — пгт с 2009 года
- Рабатак (Rabotak) — пгт с 2009 года
- Урта-Навуметан (O’rta Novmetan) — пгт с 2009 года
- Хумини-Боло (Xumini Bolo) — пгт с 2009 года

### Вабкентский район
- Харгуш (Xargo’sh) — пгт с 2009 года
- Ширин (Shirin) — пгт с 2009 года

### Гиждуванский район
- Абади (Abadi) — пгт с 2009 года
- Бештува (Beshtuvo) — пгт с 2009 года
- Гаждумак (Gajdumak) — пгт с 2009 года
- Джовгари (Jovgari) — пгт с 2009 года
- Зафарабад (Zafarabad) — пгт с 1984 года
- Кулиджабар (Ko’lijabbor) — пгт с 2009 года
- Мазраган (Mazragan) — пгт с 2009 года
- Узанон (O’zanon) — пгт с 2009 года
- Хатча (Xatcha) — пгт с 2009 года
- Чагдари (Chag’dari) — пгт с 2009 года
- Юкары Ростгуй (Yuqori Rostgo’y) — пгт с 2009 года

### Жондорский район
- Бурибаги (Bo’ribog’i) — пгт с 2009 года
- Далмун (Dalmun) — пгт с 2009 года
- Жондор (Jondor) — пгт с 1981 года
- Кулиян (Ko’liyon) — пгт с 2009 года
- Самончук (Samonchuq) — пгт с 2009 года
- Табагар (Tobagar) — пгт с 2009 года
- Ушат (Ushot) — пгт с 2009 года
- Хазарман (Xazorman) — пгт с 2009 года
- Чарзана (Chorzona) — пгт с 2009 года

### Каракульский район
- Бандбаши (Bandboshi) — пгт с 2009 года
- Даргабаг (Darg’abog’i) — пгт с 2009 года
- Джигачи (Jig’achi) — пгт с 2009 года
- Караходжи (Qorahoji) — пгт с 2009 года
- Кувача (Quvvacha) — пгт с 2009 года
- Мирзакала (Mirzaqal’a) — пгт с 2009 года
- Саят (Sayyod) — пгт с 2009 года
- Солур (Solur) — пгт с 2009 года
- Чандирабад (Chandirobod) — пгт с 2009 года
- Шурабад (Sho’rabot) — пгт с 2009 года
- Яккалам (Yakka A’lam) — пгт с 2009 года
- Янгикала (Yangiqal’a) — пгт с 2009 года

### Пешкунский район
- Пешку (Peshku) — пгт с 2009 года
- Шаугон (Shavgon) — пгт с 2009 года
- Янгибазар (Yangibozor) — пгт с 2009 года

### Ромитанский район
- Кокуштуван (Qoqishtuvon) — пгт с 2009 года
- Хаса (Xosa) — пгт с 2009 года
- Юкары-Газберон (Yuqori G’azberon) — пгт с 2009 года

### Шафирканский район
- Гулямта (G’ulomte) — пгт с 2009 года
- Джуйрабад (Jo’yrabot) — пгт с 2009 года
- Искагари (Iskogare) — пгт с 2009 года
- Куючукурак (Quyi Chuqurak) — пгт с 2009 года
- Мирзакул (Mirzoqul) — пгт с 2009 года
- Талисафед (Talisafed) — пгт с 2009 года
- Ундаре (Undare) — пгт с 2009 года
- Чандыр (Chandir) — пгт с 2009 года

## Джизакская область

### Арнасайский район
- Голиблар (G’oliblar) — пгт с 2009 года. Ранее — им. Юлиуса Фучика
- Гулбахор (Gulbahor) — пгт с 2009 года

### Бахмальский район
- Акташ (Oqtosh) — пгт с 2009 года
- Аламли (Alamli) — пгт с 2009 года
- Бахмал (Baxmal) — пгт с 2009 года
- Мугол (Mo’g’ol) — пгт с 2009 года
- Новка-1 (Novqa-1) — пгт с 2009 года
- Тангатар (Tongotar) — пгт с 2009 года
- Усмат (O’smat) — пгт с 1990 года

### Галляаральский район
- Абдукарим (Abdukarim) — пгт с 2009 года
- Койташ (Qo’ytosh) — пгт с 1942 года
- Канглиабад (Qangliobod) — пгт с 2009 года
- Лалмикор (Lalmikor) — пгт с 2009 года
- Марджанбулак (Marjonbuloq) — в прошлом город
- Чувуллак (Chuvilloq) — пгт с 2009 года

### Джизакский район
- Гандумташ (Gandumtosh) — пгт с 2009 года
- Джизаклик (Jizzaxlik) — пгт с 2009 года
- Канлы (Qang’li) — пгт с 2009 года
- Караянтак (Qorayantoq) — пгт с 2009 года
- Мулканлик (Mulkanlik) — пгт с 2009 года
- Токчилик (Toqchiliq) — пгт с 2009 года
- Учтепа (Uch-Tepa) — пгт с 2009 года

### Дустликский район
- Навруз (Navro’z) — пгт с 2009 года

### Зааминский район
- Заамин (Zomin) — пгт с 1986 года
- Пшагар (Pshag’or) — пгт с 2009 года
- Сыргали (Sirg’ali) — пгт с 2009 года
- Ям (Yom) — пгт с 2009 года

### Зарбдарский район
- Бустан (Bo’ston) — пгт с 1979 года
- Зарбдар (Zarbdor) — пгт с 1990 года
- Шарк Юлдузи (Sharq Yulduzi) — пгт с 2009 года
- Юксалиш (Yuksalish) — пгт с 2009 года

### Зафарабадский район
- Зафарабад (Zafarobod) — пгт с 1997 года
- Тимирязев (Timiryazev) — пгт с 2009 года
- Хулкар (Hulkar) — пгт с 2009 года
- Яркин (Yorqin) — пгт с 2009 года

### Мирзачульский район
- Мирзадала (Mirzadala) — пгт с 2009 года
- Пахтазар (Paxtazor) — пгт с 2009 года

### Пахтакорский район
- Гульзар (Gulzor) — пгт с 2009 года

### Фаришский район
- Учкулач (Uchquloch) — пгт с 1983 года
- Янгикишлак (Yangiqishloq) — пгт с 1978 года

### Янгиабадский район
- Сават (Savot) — пгт с 2009 года
- Янгиабад (Yangiobod) — пгт с 2009 года

## Кашкадарьинская область

### Гузарский район
- Джарарык (Jarariq) — пгт с 2009 года
- Машъал (Mash’al) — пгт с 2009 года
- Обихаят (Obihayot) — пгт с 2009 года
- Ширали (Sherali) — пгт с 2009 года
- Янгикент (Yangikent) — пгт с 2009 года

### Дехканабадский район
- Бешбулак (Beshbuloq) — пгт с 2009 года
- Дехканабад (Dehqonobod) — пгт с 1989 года
- Карашина (Karashina) — пгт с 2009 года

### Камашинский район
- Бадахшан (Badahshon) — пгт с 2009 года
- Баландчайла (Balandchayla) — пгт с 2009 года
- Каратепа (Qoratepa) — пгт с 2009 года
- Кызылтепа (Qiziltepa) — пгт с 2009 года
- Сарбазар (Sarbozor) — пгт с 2009 года

### Каршинский район
- Губдин (G’ubdin) — пгт с 2009 года
- Ертепа (Yertepa) — пгт с 2009 года
- Джумабазар (Jumabozor) — пгт с 2009 года
- Каучин (Qovchin) — пгт с 2009 года
- Кучкак (Kuchkak) — пгт с 2009 года
- Лагман (Lag’mon) — пгт с 2009 года
- Мирмиран (Mirmiron) — пгт с 2009 года
- Мустакиллик (Mustaqillik) — пгт с 2009 года
- Навруз (Navro’z) — пгт с 2009 года
- Нукрабад (Nuqrabod) — пгт с 2009 года
- Сарай (Saroy) — пгт с 2009 года
- Файзыабад (Fayzobod) — пгт с 2009 года
- Ханабад (Xonobod) — пгт с 2009 года
- Шилви (Shilvi) — пгт с 2009 года
- Янгихаят (Yangi Xayot) — пгт с 2009 года

### Касанский район
- Абад (Obod) — пгт с 2009 года
- Актепа (Oqtepa) — пгт с 2009 года
- Байгунды (Boyg’undi) — пгт с 2009 года
- Байтерек (Boyterak) — пгт с 2009 года
- Гувалак (Guvalak) — пгт с 2009 года
- Истиклал (Istiqlol) — пгт с 2009 года
- Куйи-Абран (Qo’yi Obron) — пгт с 2009 года
- Мудин (Mudin) — пгт с 2009 года
- Пудина (Pudina) — пгт с 2009 года
- Пулаты (Po’lati) — пгт с 2009 года
- Рахимсуфи (Rahimso’fi) — пгт с 2009 года
- Сурхан (Surhon) — пгт с 2009 года
- Тулга (To’lg’a) — пгт с 2009 года
- Эсабай (Esaboy) — пгт с 2009 года

### Касбийский район
- Денау (Denov) — пгт с 2009 года
- Дустлик (Do’stlik) — пгт с 2009 года
- Касби (Kasbi) — пгт с 2009 года
- Кухна-Катаган (Qo’xna Qatag’on) — пгт с 2009 года
- Майманак (Maymanoq) — пгт с 2009 года
- Муглан (Mug’lon) — пгт с 2009 года
- Фазли (Fazli) — пгт с 2009 года
- Ходжакасби (Xo’jakasbi) — пгт с 2009 года
- Янгикишлак (Yangi Qishloq) — пгт с 2009 года

### Китабский район
- Абиканда (Obikanda) — пгт с 2009 года
- Алакуйлак (Alaqo’yliq) — пгт с 2009 года
- Бектимир (Bektemir) — пгт с 2009 года
- Бешказак (Beshqozoq) — пгт с 2009 года
- Бештерак (Beshterak) — пгт с 2009 года
- Варганза (Varganza) — пгт с 2009 года
- Панджи (Panji) — пгт с 2009 года
- Рускишлак (Rus Qishloq) — пгт с 2009 года
- Сариасия (Sariosiyo) — пгт с 2009 года
- Сиваз (Sevaz) — пгт с 2009 года
- Ходжи (Xoji) — пгт с 2009 года
- Яккатут (Yakkatut) — пгт с 2009 года
- Янгиабад (Yangiobod) — пгт с 2009 года

### Миришкорский район
- Джейнау (Jeynov) — пгт с 2009 года
- Памук (Pomuq) — пгт с 2009 года
- Янги Миришкор (Yangi Mirishkor) — пгт с 2009 года

### Мубарекский район
- Каракум (Qoraqum) — пгт с 2009 года
- Карлик (Qarliq) — пгт с 2009 года
- Кунашахар (Ko’xnashahar) — пгт с 2009 года
- Китай (Xitoy) — пгт с 2009 года
- Шайх (Shayx) — пгт с 2009 года

### Нишанский район
- Айдын (Oydin) — пгт с 2009 года
- Акалтын (Oq Oltin) — пгт с 2009 года
- Гулистан (Guliston) — пгт с 2009 года
- Нишан (Nishon) — пгт с 2009 года
- Нуристан (Nuriston) — пгт с 1992 года
- Пахтаабад (Paxtaobod) — пгт с 2009 года
- Пахтачи (Paxtachi) — пгт с 2009 года
- Самарканд (Samarqand) — пгт с 2009 года
- Сардаба (Sardoba) — пгт с 2009 года

### Чиракчинский район
- Айрытам (Ayritom) — пгт с 2009 года
- Дам (Dam) — пгт с 2009 года
- Джар (Jar) — пгт с 2009 года
- Кукдала (Ko’kdala) — пгт с 2009 года
- Паканди (Pakandi) — пгт с 2009 года
- Пахтаабад (Paxtaobod) — пгт с 2009 года
- Уймавут (O’ymovut) — пгт с 2009 года
- Чиял (Chiyal) — пгт с 2009 года

### Шахрисабзский район
- Аммоган-1 (Ammog’on-1) — пгт с 2009 года
- Андай (Anday) — пгт с 2009 года
- Карасу (Qorasuv) — пгт с 2009 года
- Келдихаят (Keldihayot) — пгт с 2009 года
- Кумкишлак (Qumqishloq) — пгт с 2009 года
- Кунчикар-Дарваза (Kunchiqar Darvoza) — пгт с 2009 года
- Кутчи (Qutchi) — пгт с 2009 года
- Кушканат (Qo’shqanot) — пгт с 2009 года
- Мираки (Miraki) — пгт с 1986 года
- Наматан (Namaton) — пгт с 2009 года
- Навкат (Novqat) — пгт с 2009 года
- Темирчи (Temirchi) — пгт с 2009 года
- Уртакурган (O’rtaqo’rg’on) — пгт с 2009 года
- Ходжахурасан (Xo’jaxuroson) — пгт с 2009 года
- Чаршанбе (Chorshanbe) — пгт с 2009 года
- Чаштепа (Choshtepa) — пгт с 2009 года
- Чукуркишлак (Chuqur Qishloq) — пгт с 2009 года
- Шаматан (Shamaton) — пгт с 2009 года
- Янгикишлак (Yangiqishloq) — пгт с 2009 года

### Яккабагский район
- Алакарга (Alaqarg’a) — пгт с 2009 года
- Алакуйлак (Alako’ylak) — пгт с 2009 года
- Джаркиргиз (Jarqirg’iz) — пгт с 2009 года
- Кайрагач (Qayrag’och) — пгт с 2009 года
- Каттаган (Qatag’on) — пгт с 2009 года
- Каттабаг (Kattabog') — пгт с 2009 года
- Маданият (Madaniyat) — пгт с 2009 года
- Мевазар (Mevazor) — пгт с 2009 года
- Самак (Samoq) — пгт с 2009 года
- Туран (Turon) — пгт с 2009 года
- Уз (O’z) — пгт с 2009 года
- Чубран (Chubron) — пгт с 2009 года
- Эдилбек (Edilbek) — пгт с 2009 года
- Эски-Яккабаг (Eski Yakkabog') — пгт с 1989 года

### городКарши
- Кашкадарья (Qashqadaryo) — пгт с 1978 года

## Навоийская область

### Канимехский район
- Балакарак (Balaqaraq) — пгт с 2009 года
- Канимех (Konimex) — пгт с 1935 года
- Мамыкчи (Mamiqchi) — пгт с 2009 года
- Шуртепа (Sho’rtepa) — пгт с 2009 года

### Карманинский район
- Кармана (Karmana) — в прошлом город
- Маликрабат (Malikrabot) — пгт с 1971 года. Прежнее название — Комсомольск
- Пахтаабад (Paxtaobod) — пгт с 2009 года
- Падкаран (Podkoron) — пгт с 2009 года
- имени С. Умарова (S. Umarov nomli) — пгт с 2009 года
- имени Т. Гафурова (T. G’ofurov nomli) — пгт с 2009 года

### Кызылтепинский район
- Акмечеть (Oqmachit) — пгт с 2009 года
- Баланд-Гардиян (Baland G’ardiyon) — пгт с 2009 года
- Вангази (Vang’ozi) — пгт с 2009 года
- Гайбан (G’oyibon) — пгт с 2009 года
- Зармитан (Zarmitan) — пгт с 2009 года
- Калъайи Азизон (Qalayn-Azizon) — пгт с 2009 года
- Оксоч (Oq Soch) — пгт с 2009 года
- Хусбудин (Husbiddin) — пгт с 2009 года

### Навбахорский район
- Иджант (Ijant) — пгт с 2009 года
- Калканата (Kalkonota) — пгт с 2009 года
- Кескантерак (Keskanterak) — пгт с 2009 года
- Куйи-Бешработ (Quyi Beshrabot) — пгт с 2009 года
- Сарай (Saroy) — пгт с 2009 года

### Нуратинский район
- Газган (G’ozg’on) — пгт с 1975 года
- Кызылча (Qizilcha) — пгт с 2009 года
- Темирковук (Temurqovuq) — пгт с 2009 года
- Чуя (Chuya) — пгт с 2009 года
- Янгибина (Yangibino) — пгт с 2009 года

### Тамдынский район
- Тамдыбулак (Tomdibuloq) — пгт с 2009 года

### Учкудукский район
- Шалкар (Shalxar) — пгт с 2009 года

### Хатырчинский район
- Джалаир (Jaloyir) — пгт с 2009 года
- Джалаяр (Jaloyor) — пгт с 2009 года
- Лянгар (Langar) — пгт с 1942 года
- Палвантепа (Polvontepa) — пгт с 2009 года
- Сарай (Saroy) — пгт с 2009 года
- Тасмачи (Tasmachi) — пгт с 2009 года

### городЗарафшан
- Мурунтау (Muruntov) — пгт с 1976 года

### городНавои
- Тинчлик (Tinchlik) — пгт с 1978 года

## Наманганская область

### Касансайский район
- Азад (Ozod) — пгт с 2009 года
- Багишамал (Bog’ishamol) — пгт с 2009 года
- Истиклол (Istiqlol) — пгт с 2009 года
- Касан (Koson) — пгт с 2009 года
- Кукумбай (Ququmboy) — пгт с 2009 года
- Тергаучи (Tergachi) — пгт с 2009 года
- Чандавуль (Chindavul) — пгт с 2009 года
- Чуст-Куча (Chust Ko’cha) — пгт с 2009 года
- Янгиюль (Yangiyo’l) — пгт с 2009 года
- Янгишахар (Yangi Shahar) — пгт с 2009 года

### Мингбулакский район
- Гуртепа (Go’rtepa) — пгт с 2009 года
- Джумашуй (Jo’masho’y) — пгт с 1972 года
- Довдук (Dovduq) — пгт с 2009 года
- Кугалыкул (Kugolikul) — пгт с 2009 года
- Мадяраул (Madyarovul) — пгт с 2009 года
- Мехнатабд (Mehnatobod) — пгт с 2009 года
- Узгариш (O’zgarish) — пгт с 2009 года

### Наманганский район
- Гальча (G’alcha) — пгт с 2009 года
- Гирван (G’irvon) — пгт с 2009 года
- Ирвадан (Irvadon) — пгт с 2009 года
- Кумкурган (Qumqo’rg’on) — пгт с 2009 года
- Миришкор (Mirishkor) — пгт с 2009 года
- Равустан (Rovuston) — пгт с 2009 года
- Ташбулак (Toshbuloq)
- Шишаки (Shashaki) — пгт с 2009 года
- Шоркурган (Sho’rqo’rg’on) — пгт с 2009 года
- Юкары-Равустан (Yuqori Rovuston) — пгт с 2009 года

### Нарынский район
- Жамбыл (Chambil) — пгт с 2009 года
- Каратери (Qorateri) — пгт с 2009 года
- Маргузар (Marg’uzar) — пгт с 2009 года
- Нарынкапа (Norinkapa) — пгт с 2009 года
- Пастки-Чуджа (Pastki Cho’ja) — пгт с 2009 года
- Учтепа (Uchtepa) — пгт с 2009 года
- Ходжаабад (Xo’jaobod) — пгт с 2009 года
- Шура (Sho’ra) — пгт с 2009 года

### Папский район
- Алтынкан (Oltinkon) — Пгт с 1966 года
- Навбахор (Navbahor) — Пгт с 1979 года
- Уйгурсай (Uyg’ursoy) — Пгт с 1947 года
- Халкабад (Xalqobod) — Пгт с 1966 года
- Чаркесар (Chorkesar) — Пгт с 1957 года
- Гурумсарай — пгт с 2009 года
- Янгиабад — пгт с 2009 года
- Пунгон — пгт с 2009 года
- Искават — пгт с 2009 года
- Янги Хужаабад — пгт с 2009 года
- Санг — пгт с 2009 года
- Чаркесар — пгт с 2009 года
- Маданият — пгт с 2009 года
- Уйгур — пгт с 2009 года
- Чодак — пгт с 2009 года

### Туракурганский район
- Акташ (Oqtosh) — Пгт с 1974 года
- Ахси — пгт с 2009 года
- Колвак — пгт с 2009 года
- Мизаркухна — пгт с 2009 года
- Бураматут — пгт с 2009 года
- Сарой — пгт с 2009 года
- Катагон — пгт с 2009 года
- Кичиккурама — пгт с 2009 года
- Еттикан — пгт с 2009 года
- Яндама — пгт с 2009 года
- Шахант — пгт с 2009 года
- Олчин — пгт с 2009 года
- Намдон — пгт с 2009 года

### Уйчинский район
- Уйчи (Uychi) — Пгт с 1984 года
- Онхаят (O’nxayat)
- Гайрат — пгт с 2009 года
- Буёган — пгт с 2009 года
- Бирлашган — пгт с 2009 года
- Джийдакапа — пгт с 2009 года
- Ахси — пгт с 2009 года
- Кичик тошлок — пгт с 2009 года
- Зиёкор — пгт с 2009 года
- Соку — пгт с 2009 года
- Машад — пгт с 2009 года
- Файзиобод — пгт с 2009 года
- Чуртук — пгт с 2009 года

### Учкурганский район
- Кайки — пгт с 2009 года
- Янгиабад — пгт с 2009 года
- Учагач — пгт с 2009 года
- Кугай — пгт с 2009 года

### Чартакский район
- Айкирон — пгт с 2009 года
- Алихон — пгт с 2009 года
- Юкори пешкаран — пгт с 2009 года
- Баликкул — пгт с 2009 года
- Ораарык — пгт с 2009 года
- Кушан — пгт с 2009 года
- Мучум — пгт с 2009 года
- Пастки Пешкургон — пгт с 2009 года
- Хазратишох — пгт с 2009 года
- Караскан — пгт с 2009 года

### Чустский район
- Олмос — пгт с 2009 года
- Ахча — пгт с 2009 года
- Варзик — пгт с 2009 года
- Коракургон — пгт с 2009 года
- Гова — пгт с 2009 года
- Каркидон — пгт с 2009 года
- Карнон — пгт с 2009 года
- Еркишлок — пгт с 2009 года
- Шаён — пгт с 2009 года
- Хисорак — пгт с 2009 года
- Саримсоктепа — пгт с 2009 года

### Янгикурганский район
- Янгикурган (Yangiqo’rg’on) — Пгт с 1976 года
- Бекобод — пгт с 2009 года
- Калишох — пгт с 2009 года
- Корачашуркент — пгт с 2009 года
- Хужашуркент — пгт с 2009 года
- Говазон — пгт с 2009 года
- Искавот — пгт с 2009 года
- Солман — пгт с 2009 года
- Заркент — пгт с 2009 года
- Кораполвон — пгт с 2009 года
- Кизилкиёк — пгт с 2009 года
- Ровут — пгт с 2009 года
- Нанай — пгт с 2009 года
- Кукёр — пгт с 2009 года
- Навкент — пгт с 2009 года
- Сангистон — пгт с 2009 года
- Кораёнгок — пгт с 2009 года
- Юмалок тепа — пгт с 2009 года
- Парамон — пгт с 2009 года

## Самаркандская область

### Акдарьинский район
- Дахбед (Dahbed) — Пгт с 1978 года
- Лаиш (Loyish) — Пгт с 1984 года
- Янгиабад — пгт с 2009 года
- Янгикургон — пгт с 2009 года
- Кумушкент — пгт с 2009 года
- Ойтамгали — пгт с 2009 года
- Авазали — пгт с 2009 года
- Киркдархон — пгт с 2009 года
- Болта — пгт с 2009 года
- Окдарё — пгт с 2009 года

### Булунгурский район
- Сохибкор — пгт с 2009 года
- Килдон — пгт с 2009 года
- Богбон — пгт с 2009 года

### Джамбайский район
- Дехконабад — пгт с 2009 года
- Эски Джомбой — пгт с 2009 года
- Хужа — пгт с 2009 года
- Газира — пгт с 2009 года
- Катта кишлак — пгт с 2009 года

### Иштыханский район
- Митан (Mitan) — Пгт с 1986 года
- Шейхлар — пгт с 2009 года
- Халкабад — пгт с 2009 года
- Янгикент — пгт с 2009 года
- Одил — пгт с 2009 года
- Дамарик — пгт с 2009 года
- Шайхислом — пгт с 2009 года
- К. Беканов — пгт с 2009 года
- Сугот — пгт с 2009 года
- Азамат — пгт с 2009 года
- Киркйигит — пгт с 2009 года
- Янгиработ — пгт с 2009 года

### Каттакурганский район
- Ингичка (Ingichka) — город Каттакурган. Пгт с 1944 года
- Пайшанба (Payshanba)
- Сув-Ховузи (Suv Xovuzi) — Пгт с 1947 года. Прежнее название — Каттакурганское Водохранилище
- Карадарья — пгт с 2009 года
- Мундиён — пгт с 2009 года
- Полвонтепа — пгт с 2009 года
- Каттаминг — пгт с 2009 года
- Войрот — пгт с 2009 года
- Янгикургонча — пгт с 2009 года

### Кошрабадский район
- Кошрабад — пгт с 2009 года
- Заркент — пгт с 2009 года

### Нарпайский район
- Мирбазар (Mirbozor)
- Чархин — пгт с 2009 года
- Гулистон — пгт с 2009 года

### Нурабадский
- Нурбулак — пгт с 2009 года

### Пайарыкский район
- Хужа Исмоил — пгт с 2009 года
- Дустларабад — пгт с 2009 года
- Халкабад — пгт с 2009 года
- Томойрот — пгт с 2009 года
- Карасув — пгт с 2009 года
- Гулистон — пгт с 2009 года
- Туполос — пгт с 2009 года
- Дехконабад — пгт с 2009 года
- Оккургон — пгт с 2009 года

### Пастдаргомский район
- Чархин (Charxin) — Пгт с 1978 года
- Мехнат — пгт с 2009 года
- Чортут — пгт с 2009 года
- Джагалбойли — пгт с 2009 года
- Хиндибойи — пгт с 2009 года
- Урта Чархин — пгт с 2009 года
- Балхиён — пгт с 2009 года
- Гузалкент — пгт с 2009 года
- Найман — пгт с 2009 года
- Агрон — пгт с 2009 года
- Искандари — пгт с 2009 года
- Сарибош — пгт с 2009 года

### Пахтачийский район
- Зиадин (Ziyovuddin) — Пгт с 1972 года
- Кадирист — пгт с 2009 года
- Хумор — пгт с 2009 года
- Паст Буркут — пгт с 2009 года
- Санчикул — пгт с 2009 года
- Сулувкургон — пгт с 2009 года
- Ургич — пгт с 2009 года

### Самаркандский район
- Гюлабад — пгт с 2009 года
- Хужа Ахрори Вали — пгт с 2009 года

### Тайлакский район
- Тайлак (Toyloq) — Пгт с 1980 года
- Адас — пгт с 2009 года
- Богизагон — пгт с 2009 года

### Ургутский район
- Джартепа — пгт с 2009 года
- Кенагас — пгт с 2009 года
- Испанза — пгт с 2009 года
- Урамас — пгт с 2009 года
- Камангарон — пгт с 2009 года
- Гус — пгт с 2009 года
- Почвон — пгт с 2009 года

### городСамарканд
- Кимёгарлар (Kimyogarlar) — Пгт с 1952 года. Прежнее название — Суперфосфатный
- Фархад (Farxod) — Пгт с 1981 года
- Хишрау (Xishrav) — Пгт с 1952 года

## Сурхандарьинская область

### Алтынсайский район
- Курама — пгт с 2009 года
- Ботош — пгт с 2009 года
- Корлик — пгт с 2009 года
- Марказ — пгт с 2009 года
- Ипок — пгт с 2009 года
- Экраз — пгт с 2009 года
- Шакаркамиш — пгт с 2009 года
- Хужасоат — пгт с 2009 года
- Хайрандора — пгт с 2009 года
- Янгиабад — пгт с 2009 года
- Янгикурилиш — пгт с 2009 года
- Мармин — пгт с 2009 года
- Джобу — пгт с 2009 года
- Чеп — пгт с 2009 года

### Ангорский район
- Ангор (Angor)
- Янги турмуш — пгт с 2009 года
- Таллошкан — пгт с 2009 года
- Гиламбоб — пгт с 2009 года
- Таллимарон — пгт с 2009 года
- Карасу — пгт с 2009 года
- Зартепа — пгт с 2009 года
- Хамкан — пгт с 2009 года
- Новшахар — пгт с 2009 года
- Янгиабад — пгт с 2009 года
- Кайран — пгт с 2009 года

### Байсунский район
- Кафрун[узб.] — пгт с 2009 года
- Корабуйин — пгт с 2009 года
- Пасурхи — пгт с 2009 года
- Рабат — пгт с 2009 года
- Тангимуш — пгт с 2009 года

### Бандыханский
- Бандихон

### Денауский район
- Дустлик (Do’stlik)
- Намазгах — пгт с 2009 года
- Янгиабад — пгт с 2009 года
- Джаматак — пгт с 2009 года
- Янги Хазарбаг — пгт с 2009 года
- Янгибаг — пгт с 2009 года
- Юрчи — пгт с 2009 года
- Кизилжар — пгт с 2009 года
- Дахана — пгт с 2009 года
- Холчаён — пгт с 2009 года
- Китоян — пгт с 2009 года
- Пахтакураш — пгт с 2009 года

### Джаркурганский район
- Какайды (Kakaydi) — Пгт с 1942 года
- Кафрун — пгт с 2009 года
- Марказий Сурхан — пгт с 2009 года; бывший совхоз Сурхан
- Каракурсак — пгт с 2009 года
- Минор — пгт с 2009 года

### Кумкурганский район
- Хуррият (Hurriyat)
- Карсакли — пгт с 2009 года
- Джалойир — пгт с 2009 года
- Элбаён — пгт с 2009 года
- Азларсай — пгт с 2009 года
- Богара — пгт с 2009 года
- Джийдали — пгт с 2009 года
- Навбахор — пгт с 2009 года
- Аксай — пгт с 2009 года
- М. Хужамкулов — пгт с 2009 года
- Янгиер — пгт с 2009 года

### Кизирикский район
- Сарых (Sariq)
- Янги хаёт — пгт с 2009 года
- Кармаки — пгт с 2009 года
- Истара — пгт с 2009 года
- Кунчикиш — пгт с 2009 года

### Музрабадский район
- Ак алтин — пгт с 2009 года
- Таскент — пгт с 2009 года
- Халкабад — пгт с 2009 года
- Казоёкли — пгт с 2009 года
- Дустлик — пгт с 2009 года
- Гагарин — пгт с 2009 года
- Ат-Термизий — пгт с 2009 года
- Таскент-1 — пгт с 2009 года
- Гулистан — пгт с 2009 года
- Чегарачи — пгт с 2009 года

### Сариасийский район
- Сариасия (Sariosiyo) — Пгт с 1983 года
- Янгихаёт — пгт с 2009 года
- Тартули — пгт с 2009 года
- Буйрапушт — пгт с 2009 года

### Термезский район
- Паттакесар — пгт с 2009 года
- Кизилбай — пгт с 2009 года
- Охунбобоев — пгт с 2009 года
- Намуна — пгт с 2009 года
- Тажрибакор — пгт с 2009 года
- Мустакиллик — пгт с 2009 года
- Учкызыл — пгт с 2009 года
- Лимончи — пгт с 2009 года
- Ат-Термизий — пгт с 2009 года

### Узунский район
- Чинар — пгт с 2009 года
- Джанчекка — пгт с 2009 года
- Янги рузгор — пгт с 2009 года
- Мехнат — пгт с 2009 года
- Узун — пгт с 2009 года
- Карашик — пгт с 2009 года
- Янги куч — пгт с 2009 года
- Уланкул — пгт с 2009 года
- Маландиян — пгт с 2009 года

### Шерабадский район
- Пахтаабад — пгт с 2009 года
- Зарабаг — пгт с 2009 года
- Чуйинчи — пгт с 2009 года
- Навбаг — пгт с 2009 года
- Килкон — пгт с 2009 года
- Сарикамиш — пгт с 2009 года
- Янги арик — пгт с 2009 года

### Шурчинский район
- Тула — пгт с 2009 года
- Ялти — пгт с 2009 года
- Хушчека — пгт с 2009 года
- Куштегирмон — пгт с 2009 года
- Катта совур — пгт с 2009 года
- Гармакурган — пгт с 2009 года
- Элбаян — пгт с 2009 года
- Джаркишлок — пгт с 2009 года
- Джайилма — пгт с 2009 года

## Сырдарьинская область

### Акалтынский район
- Сардаба — пгт с 2009 года
- Фергана — пгт с 2009 года

### Баяутский район
- Баяут (Boyovut) — Пгт с 1984 года. Прежнее название — Димитровское
- Марказ — пгт с 2009 года
- Боёвут разъезд — пгт с 2009 года
- Дустлик — пгт с 2009 года

### Гулистанский район
- Дехканабад (Dehqonobod) — Пгт с 1967 года. Прежнее название — Крестьянский
- А. Турдиев — пгт с 2009 года
- Бешбулак — пгт с 2009 года
- Улугбек — пгт с 2009 года

### Мирзаабадский район
- Гулистан — пгт с 2009 года
- Ташкент
- Шурузак — пгт с 2009 года

### Сырдарьинский
- Куёш — пгт с 2009 года
- Малек — пгт с 2009 года
- Ахунбабаев — пгт с 2009 года
- Дж. Маманов — пгт с 2009 года

### Сардобинский район
- Пахтаабад (Paxtaobod) — Пгт с 1984 года

### Сайхунабадский район
- Сайхун (Sayxun) — Пгт с 1984 года. Прежнее название — Верхневолынское

### Хавастский район
- Хаваст (Hovos) — Пгт с 1960 года

## городТашкент
- Улугбек (Ulug’bek) — Пгт с 1961 года

## Ташкентская область

### Аккурганский район
- Алимкент (Olimkent) — Пгт с 1967 года
- Хамзаабад — пгт с 2009 года

### Ахангаранский район
- Карахтай — пгт с 2009 года
- Телав — пгт с 2009 года
- Эйвалек — пгт с 2009 года
- Янгарык — пгт с 2009 года

### Бекабадский район
- Зафар (Zafar) — Пгт с 1972 года
- Хос — пгт с 2009 года
- Бобур — пгт с 2009 года
- Янгибазар — пгт с 2009 года
- Куркам — пгт с 2009 года

### Бостанлыкский район
- Искандар (Iskandar) — Пгт с 1937 года
- Чарвак (Chorvoq) — Пгт с 1964 года
- Курбонов — пгт с 2009 года
- Тулабе — пгт с 2009 года
- Чинор — пгт с 2009 года
- Хужакент — пгт с 2009 года
- Коронкул — пгт с 2009 года
- Бурчмулла — пгт с 2009 года
- Кушкурган — пгт с 2009 года
- Уенкулсай — пгт с 2009 года
- Паргос — пгт с 2009 года
- Сойлик — пгт с 2009 года
- Хумсон — пгт с 2009 года
- Собир Рахимов — пгт с 2009 года
- Талпин — пгт с 2009 года
- Хужа — пгт с 2009 года
- Сари Канли — пгт с 2009 года

### Зангиатинский район
- Уртааул (O’rtaovul) — Пгт с 1974 года
- Эшангузар (Eshonguzar) — Пгт с 1977 года. Прежнее название — Калинин.
- Ахмад Яссавий — пгт с 2009 года
- Улугбек — пгт с 2009 года
- Эркин — пгт с 2009 года
- Зангиата — пгт с 2009 года
- Далигузар — пгт с 2009 года
- Ханабад — пгт с 2009 года
- Куёшли — пгт с 2009 года
- Пасдархон — пгт с 2009 года
- Назарбек — пгт с 2009 года
- Тарнов — пгт с 2009 года

### Кибрайский район
- Кибрай (Qibray) — Пгт с 1973 года
- Салар (Salar) — Пгт с 1967 года
- Мустакиллик — пгт с 2009 года
- Уткир — пгт с 2009 года
- Нурафшон — пгт с 2009 года
- Дурмон — пгт с 2009 года
- Аргин — пгт с 2009 года
- Маданият — пгт с 2009 года
- Ункургон-1 — пгт с 2009 года
- Ёшлик — пгт с 2009 года
- Уймамут — пгт с 2009 года
- А.Навоий — пгт с 2009 года
- Куприк боши — пгт с 2009 года
- Геофизика — пгт с 2009 года
- Алишерабад — пгт с 2009 года
- Х. Амиров — пгт с 2009 года

### Куйичирчикский район
- Курганча — пгт с 2009 года
- Пахтазор — пгт с 2009 года

### Паркентский район
- Куёш — пгт с 2009 года
- Чинорли — пгт с 2009 года
- Кургантепа — пгт с 2009 года

### Пскентский район
- Муротали — пгт с 2009 года
- Саид — пгт с 2009 года

### Ташкентский
- М. Фозилов — пгт с 2009 года
- А. Навоий — пгт с 2009 года
- Хасанбой — пгт с 2009 года
- Кашкарлик — пгт с 2009 года
- Чигатай — пгт с 2009 года
- Шамсиабад — пгт с 2009 года
- Куксарай — пгт с 2009 года
- Сабзавот — пгт с 2009 года
- Кенсай — пгт с 2009 года

### Уртачирчикский район
- Туябугуз (Tuyabo’g’iz) — Пгт с 1957 года
- Янгихаят (Yangi Hayot) — Пгт с 1973 года
- Кучлик — пгт с 2009 года
- Корасув — пгт с 2009 года
- Шоликор — пгт с 2009 года

### Чиназский район
- Алмазар (Olmazor) — Пгт с 1937 года
- Янги Чиназ (Yangi Chinoz)
- Гулзорабад — пгт с 2009 года
- Дустлик — пгт с 2009 года
- Пахта — пгт с 2009 года
- Бирлик — пгт с 2009 года
- А. Темур — пгт с 2009 года
- Чорвадор — пгт с 2009 года
- Кир — пгт с 2009 года

### Юкарычирчикский район
- Янгибазар (Yangibozor) — Пгт с 1973 года
- Мирабад — пгт с 2009 года
- Китай тепа — пгт с 2009 года

### Янгиюльский район
- Гульбахор (Gulbahor) — Пгт с 1943 года
- Бозсу (Bozsu) — Пгт с 1974 года
- Ковунчи — пгт с 2009 года
- Кирсадок — пгт с 2009 года
- Нов — пгт с 2009 года

### городАнгрен
- Красногорский (Krasnogorsk) — Пгт с 1955 года
- Нурабад (Nurobod) — Пгт с 1984 года
- Чигирик (Chig’iriq) — Пгт с 1963 года

## Ферганская область

### Алтыарыкский район
- Алтыарык (Oltiariq) — Пгт с 1980 года
- Окбуйра — пгт с 2009 года
- Зилха — пгт с 2009 года
- Бурбалик — пгт с 2009 года
- Катпут — пгт с 2009 года
- Янгиараб — пгт с 2009 года
- Чордара — пгт с 2009 года
- Эскиараб — пгт с 2009 года
- Джурек — пгт с 2009 года
- Азимабад — пгт с 2009 года
- Паласан — пгт с 2009 года
- Янгикурган — пгт с 2009 года
- Повулган — пгт с 2009 года

### Куштепинский
- Хотинарык — пгт с 2009 года
- Янгиарык — пгт с 2009 года
- Катта бешкапа — пгт с 2009 года
- Дурмон — пгт с 2009 года
- Кумтепа — пгт с 2009 года
- Кизиларик — пгт с 2009 года
- Сармозор — пгт с 2009 года
- Эшонгузар — пгт с 2009 года
- Каракалтак — пгт с 2009 года
- Гиштмон — пгт с 2009 года
- Каражийда — пгт с 2009 года
- Шахартепа — пгт с 2009 года
- Актепа — пгт с 2009 года
- Болтакул — пгт с 2009 года

### Багдадский район
- Багдад (Bogʻdod) — Пгт с 1979 года
- Амиробод — пгт с 2009 года
- Богдод-2 — пгт с 2009 года
- Бекабад — пгт с 2009 года
- Дурманча — пгт с 2009 года
- Иргали — пгт с 2009 года
- Киркболды — пгт с 2009 года
- Конизар — пгт с 2009 года
- Куштегирмон — пгт с 2009 года
- Маткулабад — пгт с 2009 года
- Мирзаабад — пгт с 2009 года
- Самарканд — пгт с 2009 года
- Хуснабад — пгт с 2009 года
- Чуринди — пгт с 2009 года
- Богишамол — пгт с 2009 года
- Чекмирзаабад — пгт с 2009 года
- Каракчитол — пгт с 2009 года
- Бордон — пгт с 2009 года
- Самандарак — пгт с 2009 года
- Ултарма — пгт с 2009 года
- Кахат — пгт с 2009 года

### Бешарыкский район
- Заркайнар — пгт с 2009 года
- Кумкишлак — пгт с 2009 года
- Рапкан — пгт с 2009 года
- Товул — пгт с 2009 года
- Яккатут — пгт с 2009 года
- Актовук — пгт с 2009 года
- Чимбай — пгт с 2009 года
- Капаянги — пгт с 2009 года
- Бешкапа — пгт с 2009 года
- Узун — пгт с 2009 года

### Бувайдинский район
- Бачкир-1 — пгт с 2009 года
- Бачкир-2 — пгт с 2009 года
- Бегабад — пгт с 2009 года
- Бувайда — пгт с 2009 года
- Джалаер — пгт с 2009 года
- Аккурган — пгт с 2009 года
- Урганжи — пгт с 2009 года
- Янгикурган — пгт с 2009 года
- Найман — пгт с 2009 года
- Кум — пгт с 2009 года

### Дангаринский
- Дангара (Dangʻara) — Пгт с 1979 года
- Доимабад — пгт с 2009 года
- Катта ганжиравон — пгт с 2009 года
- Катта турк — пгт с 2009 года
- Кум кияли — пгт с 2009 года
- Топтиксарай — пгт с 2009 года
- Тумор — пгт с 2009 года
- Урганжи — пгт с 2009 года
- Янгикишлок — пгт с 2009 года

### Кувинский район
- Бегабад — пгт с 2009 года
- Гулистон — пгт с 2009 года
- Дамарик — пгт с 2009 года
- Джалаер — пгт с 2009 года
- Кайирма — пгт с 2009 года
- Какир — пгт с 2009 года
- Мустакиллик — пгт с 2009 года
- Пастки Хужа Хасан — пгт с 2009 года
- Толмазор — пгт с 2009 года
- Турк — пгт с 2009 года
- Узбек — пгт с 2009 года
- Кандабулок — пгт с 2009 года
- Алтиарык — пгт с 2009 года
- Юзия — пгт с 2009 года
- Карашох — пгт — пгт с 2009 года

### Риштанский район
- Бешкапа — пгт с 2009 года
- Бужай — пгт с 2009 года
- Дутир — пгт с 2009 года
- Зохидан — пгт с 2009 года
- Ак-ер — пгт с 2009 года
- Туда — пгт с 2009 года
- Уйрат — пгт с 2009 года
- Авазбай — пгт с 2009 года
- Джалаер — пгт с 2009 года
- Кайрагач — пгт с 2009 года
- Пандиган — пгт с 2009 года
- Бустан — пгт с 2009 года
- Хуррамабад — пгт с 2009 года

### Сохский район
- Равон — пгт с 2009 года
- Сариканда — пгт с 2009 года
- Тул — пгт с 2009 года
- Янгиарик — пгт с 2009 года
- Кальа — пгт с 2009 года
- Сох — пгт с 2009 года
- Хушёр — пгт с 2009 года

### Ташлакский район
- Ташлак (Toshloq) — Пгт с 1974 года
- Ахшак — пгт с 2009 года
- Варзак — пгт с 2009 года
- Кумарик — пгт с 2009 года
- Садда — пгт с 2009 года
- Яккатут — пгт с 2009 года
- Арабмозор — пгт с 2009 года
- Заркент — пгт с 2009 года
- Найман — пгт с 2009 года
- Турват — пгт с 2009 года

### Узбекистанский район
- Шорсу (Shoʻrsuv) — Пгт с 1934 года
- Авгон — пгт с 2009 года
- Овчи — пгт с 2009 года
- Конизар — пгт с 2009 года
- Катта Тагаб — пгт с 2009 года
- Кизил какир — пгт с 2009 года
- Кудаш — пгт с 2009 года
- Кул элаш — пгт с 2009 года
- Кушкунак — пгт с 2009 года
- Нурсух — пгт с 2009 года
- Акмачит — пгт с 2009 года
- Яккатут — пгт с 2009 года
- Ислам — пгт с 2009 года
- Айимча какир — пгт с 2009 года
- Дахана какир — пгт с 2009 года
- Кулибек — пгт с 2009 года
- Кумбосди — пгт с 2009 года
- Курганча — пгт с 2009 года
- Укчи Ражабгарди — пгт с 2009 года
- Укчи Дашт — пгт с 2009 года
- Кичик Тагаб — пгт с 2009 года
- Ахта Тагаб — пгт с 2009 года

### Учкуприкский район
- Бегабад — пгт с 2009 года
- Гиждан — пгт с 2009 года
- Куконбай — пгт с 2009 года
- Мирзахужа — пгт с 2009 года
- Палахон — пгт с 2009 года
- Учкуприк — пгт с 2009 года
- Янгикишлок — пгт с 2009 года
- Кумарик — пгт с 2009 года
- Катта кашкар — пгт с 2009 года
- Собиржан — пгт с 2009 года
- Тургок — пгт с 2009 года

### Ферганский район
- Чимион (Chimyon) — Пгт с 1934 года
- Аввал — пгт с 2009 года
- Вуадиль — пгт с 2009 года
- Лаган — пгт с 2009 года
- Миндон — пгт с 2009 года
- Парвоз — пгт с 2009 года
- Хонкиз — пгт с 2009 года
- Юкары-Актепа — пгт с 2009 года (до 2013 — Актепа)
- Дамкул — пгт с 2009 года
- Ёшларабад — пгт с 2009 года
- Водил — 2 — пгт с 2009 года
- Юкори миндан — пгт с 2009 года
- Кургонтепа — пгт с 2009 года
- Сой буйи — пгт с 2009 года
- Арча — пгт с 2009 года
- Хуроба — пгт с 2009 года
- Новкент — пгт с 2009 года
- Шохимардонабад — пгт с 2009 года
- Х.Зайниев — пгт с 2009 года
- Лангар — пгт с 2009 года

### Фуркатский район
- Калдушан — пгт с 2009 года
- Навбахор — пгт с 2009 года
- Томоша — пгт с 2009 года
- Чек чувалдак — пгт с 2009 года
- Эшон — пгт с 2009 года
- Куконбай — пгт с 2009 года
- Шойинбек — пгт с 2009 года
- Эски — пгт с 2009 года

### Язъяванский район
- Язъяван (Yozyovon) — Пгт с 1974 года
- Карасакал — пгт с 2009 года
- Коратепа — пгт с 2009 года
- Сойбуйи — пгт с 2009 года
- Тошховуз — пгт с 2009 года
- Хонабад — пгт с 2009 года
- Йулдошабад — пгт с 2009 года
- Ёзевон чек — пгт с 2009 года
- Катартал 2 — пгт с 2009 года

### городКувасай
- Дустлик (Doʻstlik) — Пгт с 1981 года
- Арсиф — пгт с 2009 года
- Калача — пгт с 2009 года
- Кучкарчи — пгт с 2009 года
- Муян — пгт с 2009 года
- Найман — пгт с 2009 года
- Суфан — пгт с 2009 года

### городКоканд
- Мукими (Muqimiy)

### городМаргилан
- Янги Маргилан (Yangi Margʻilon) — Пгт с 1947 года. Прежнее название — Комсомольский

### городФергана
- Бешбола — пгт с 2009 года
- Ёрмозор — пгт с 2009 года
- Акарык — пгт с 2009 года

## Хорезмская область

### Багатский район
- Бойказак — пгт с 2009 года
- Багат — пгт с 2009 года
- Янгикадам — пгт с 2009 года
- Багат ёп — пгт с 2009 года
- Чигатай — пгт с 2009 года

### Гурленский район
- Гурлен (Gurlan) — Ранее — город
- Ёрмиш — пгт с 2009 года
- Каргалар — пгт с 2009 года
- Бузкалъа — пгт с 2009 года
- Дусимбий — пгт с 2009 года
- Тахтакупир — пгт с 2009 года
- Нукус ёп — пгт с 2009 года
- Марказий Гулистан — пгт с 2009 года
- Чаккалар — пгт с 2009 года

### Кошкупырский район
- Кошкупыр (Qo’shko’pir) — Ранее город
- Шихмашхад — пгт с 2009 года
- Шерабад — пгт с 2009 года
- Хонабад — пгт с 2009 года
- Урта кишлак — пгт с 2009 года
- Караман — пгт с 2009 года

### Ургенчский район
- Чалыш (Cholish) — Пгт с 1948 года
- Чондир — пгт с 2009 года
- Ак алтин — пгт с 2009 года
- Купалик — пгт с 2009 года
- Гардонлар — пгт с 2009 года

### Хазараспский район
- Хазарасп (Xazorasp) — Ранее город
- Ак ёп — пгт с 2009 года
- Аёк-авва — пгт с 2009 года
- Мангитлар — пгт с 2009 года

### Ханкинский район
- Ханка (Xonqa) — Ранее город
- Истиклол — пгт с 2009 года
- Маданий ер — пгт с 2009 года
- Бирлашган — пгт с 2009 года
- Ёш куч — пгт с 2009 года

### Хивинский район
- Парчанхас — пгт с 2009 года
- Сувитлиёп — пгт с 2009 года
- Юкориком — пгт с 2009 года
- Тозабаг — пгт с 2009 года
- Уста Хужамад — пгт с 2009 года
- Кишлак-кишлак — пгт с 2009 года
- Гулланбаг — пгт с 2009 года
- Шуркалъа — пгт с 2009 года

### Шаватский район
- Шават (Shovot) — Ранее город
- Кат-калъа — пгт с 2009 года
- Чигатай — пгт с 2009 года
- Ипакчи — пгт с 2009 года
- Буйрачи — пгт с 2009 года
- Монак — пгт с 2009 года
- Кангли — пгт с 2009 года

### Янгиарыкский район
- Янгиарык — пгт с 2009 года
- Собурзан — пгт с 2009 года
- Машиначилик — пгт с 2009 года
- Сувган — пгт с 2009 года
- Гулланбаг — пгт с 2009 года
- Кушлок — пгт с 2009 года

### Янгибазарский район
- Янгибазар (Yangibozor) — Пгт с 1983 года
- Янги-ёп — пгт с 2009 года
- Мангитлар — пгт с 2009 года

## Бывшие пгт
- Аккурган — пгт с 1973 года. В 1980 году преобразован в город
- Акташ — пгт с 1944 года. В 1967 году преобразован в город
- Алат — пгт с 1960 года. В 1982 году преобразован в город
- Алмалыкстрой — пгт с 1940-х годов. В 1951 году преобразован в город Алмалык
- Ахангаран — пгт с 1960 года. В 1966 году преобразован в город
- Бахт — пгт с 1947 года. До 1963 назывался Великоалексеевский. В 1980 году преобразован в город
- Беговат — пгт с первой половины 1930-х годов. В 1945 году преобразован в город
- Беруни — пгт с 1953 года. До 1957 назывался Шаббаз. В 1962 году преобразован в город
- Бинакор — пгт с 1985 года. В постсоветское время включён в черту города Ташкента
- Бука — пгт с 1967 года. В 1980 году преобразован в город
- Бустан — пгт с 1978 года. В 1983 году преобразован в город
- Вабкент — пгт с 1978 года. В 1981 году преобразован в город
- Ванновский — пгт с 1941 года. В 1963 году переименован в посёлок имени Хамзы Хакимзаде. В 1974 году преобразован в город Хмза
- Газалкент — пгт с 1950-х. В 1964 году преобразован в город
- Газли — пгт с 1958 года. В 1977 году преобразован в город
- Галаасия — пгт с 1974 года. В 1982 году преобразован в город
- Гиждуван — пгт с 1956 года. В 1972 году преобразован в город
- Денау — пгт с конца 1940-х. В 1952 году преобразован в город
- Джаркурган — пгт с 1951 года. В 1973 году преобразован в город
- Джума — пгт с 1934 года. В 1973 году преобразован в город
- Дустлик — пгт с 1970 года. В 1983 году преобразован в город
- Железнодорожный — пгт с 1962 года. Во второй половине 1960-х включён в черту города Кунграда
- Зарафшан — пгт с 1967 года. В 1972 году преобразован в город
- Иштыхан — пгт с 1978 года. В 1984 году преобразован в город
- Карабагиш — пгт со второй половины 1960-х. В 1972 году преобразован в город Советабад
- Караулбазар — пгт с 1958 года. В 1981 году преобразован в город
- Касансай — пгт с 1934 года. В 1973 году преобразован в город
- Келес — пгт с 1949 года. В 1976 году преобразован в город
- Киргили — пгт с 1961 года. В 1970-х включён в черту города Ферганы
- Китаб — пгт с 1934 года. В 1976 году преобразован в город
- Кирово — пгт с 1958 года. В 1983 году преобразован в город Бешарык
- Красногвардейск — пгт с 1942 года. В 1973 году преобразован в город
- Кувасай — пгт с первой половины 1930-х годов. В 1954 году преобразован в город
- Куйбышево — пгт с 1958 года. В 1977 году преобразован в город Риштан
- Куйлюк — пгт с 1960 года. Во второй половине 1960-х включён в черту города Ташкента
- Кумкурган — пгт со второй половины 1960-х. В 1971 году преобразован в город
- Кунград — пгт с конца 1940-х. В 1962 году преобразован в город
- Кургантепа — пгт с 1961 года. В 1976 году преобразован в город
- Кызкеткен — пгт с 1958 года. В 2000-е включён в черту города Нукуса
- Ляльмикар — пгт с 1950 года. В постсоветское время упразднён
- Мангит — пгт с 1957 года. В 1973 году преобразован в город
- Марджанбулак — пгт с 1977 года. В 1980 году преобразован в город
- Мирзачуль — пгт с 1920-х годов. В 1952 году преобразован в город. Вновь пгт с 1960 года. В 1961 году преобразован в город Гулистан
- Московский — пгт с 1951 года. До 1961 назвался Сталино. В 1970 году преобразован в город Шахрихан
- Муйнак — пгт с первой половины 1930-х годов. В 1963 году преобразован в город
- Ниязбатыр — пгт с 1981 года. В постсоветское время преобразован в сельский населённый пункт
- Обручево — пгт с 1937 года. В 1974 году преобразован в город Ульяново
- Октябрьский — пгт с 1938 года. В постсоветское время включён в черту города Шахрисабза
- Орджоникидзе — пгт с 1935 года. Во второй половине 1960-х включён в черту города Ташкента
- Пап — пгт с 1972 года. В 1980 году преобразован в город
- Паттагисар — пгт с 1934 года. В 1970-е включён в черту города Термеза
- Пристанский — пгт с 1958 года. В 2000-е включён в черту города Нукуса
- Пскент — пгт с 1958 года. В 1966 году преобразован в город
- Ромитан — пгт с 1978 года. В 1981 году преобразован в город
- Сергили — пгт с 1959 года. Во второй половине 1960-х включён в черту города Ташкента
- Советабад — пгт с 1969 года. В 1983 году преобразован в город Нурабад
- Солдатский — пгт с 1967 года. В 1983 году преобразован в город
- Станция Андижан II — пгт с 1940-х годов. В 1950-е годы включён в черту города Андижана
- Станция Каракуль — пгт с 1951 года. В 1980 году преобразован в город Каракуль
- Станция Карши — пгт с 1934 года. Во второй половине 1960-х включён в черту города Карши
- Станция Кермине — пгт с конца 1940-х. В 1958 году преобразован в город Навои
- Станция Термез — пгт с 1951 года. В постсоветское время включён в черту города Термез
- Станция Яккабаг — пгт с 1954 года. В 1978 году преобразован в город Яккабаг
- Сырдарья — пгт с 1947 года. В 1971 году преобразован в город
- Такчиян — пгт с 1952 года. В 1973 году преобразован в город Шаргунь
- Талимарджан — пгт со второй половины 1960-х. В 1975 году преобразован в город
- Тойтепа — пгт с 1960 года. В 1973 году преобразован в город
- Ургут — пгт с 1935 года. В 1973 году преобразован в город
- Уч-Кзыл — пгт со второй половины 1930-х годов. Во второй половине 1940-х включён в черту города Термеза
- Учкудук — пгт с 1961 года. В 1978 году преобразован в город
- Учкурган — пгт с 1962 года. В 1969 году преобразован в город
- Федченко — пгт с 1960 года. В 1974 году преобразован в город Кува
- Халкабад — пгт с 1978 года. В 1986 году преобразован в город
- Хаудаг — пгт с 1936 года. Упразднён в 1970-е годы
- Челек — пгт с 1973 года. В 1981 году преобразован в город
- Чиназ — пгт с 1958 года. В 1972 году преобразован в город
- Чиракчи — пгт с 1977 года. В 1980 году преобразован в город
- Чирчик — пгт с первой половины 1930-х годов. В 1935 году преобразован в город
- Чуст — пгт с 1956 года. В 1969 году преобразован в город
- Шафиркан — пгт с 1978 года. В 1995 году преобразован в город
- Ширин — пгт со второй половины 1960-х. В 1972 году преобразован в город
- Шуманай — пгт с 1975 года. В 1983 году преобразован в город
- Яйпан — пгт с 1958 года. В 1975 году преобразован в город
- Янги-Нишан — пгт с 1975 года. В 1982 году преобразован в город
- Янгирабад — пгт с 1972 года. В 1996 году преобразован в город